# Décembre 1796

## Événements

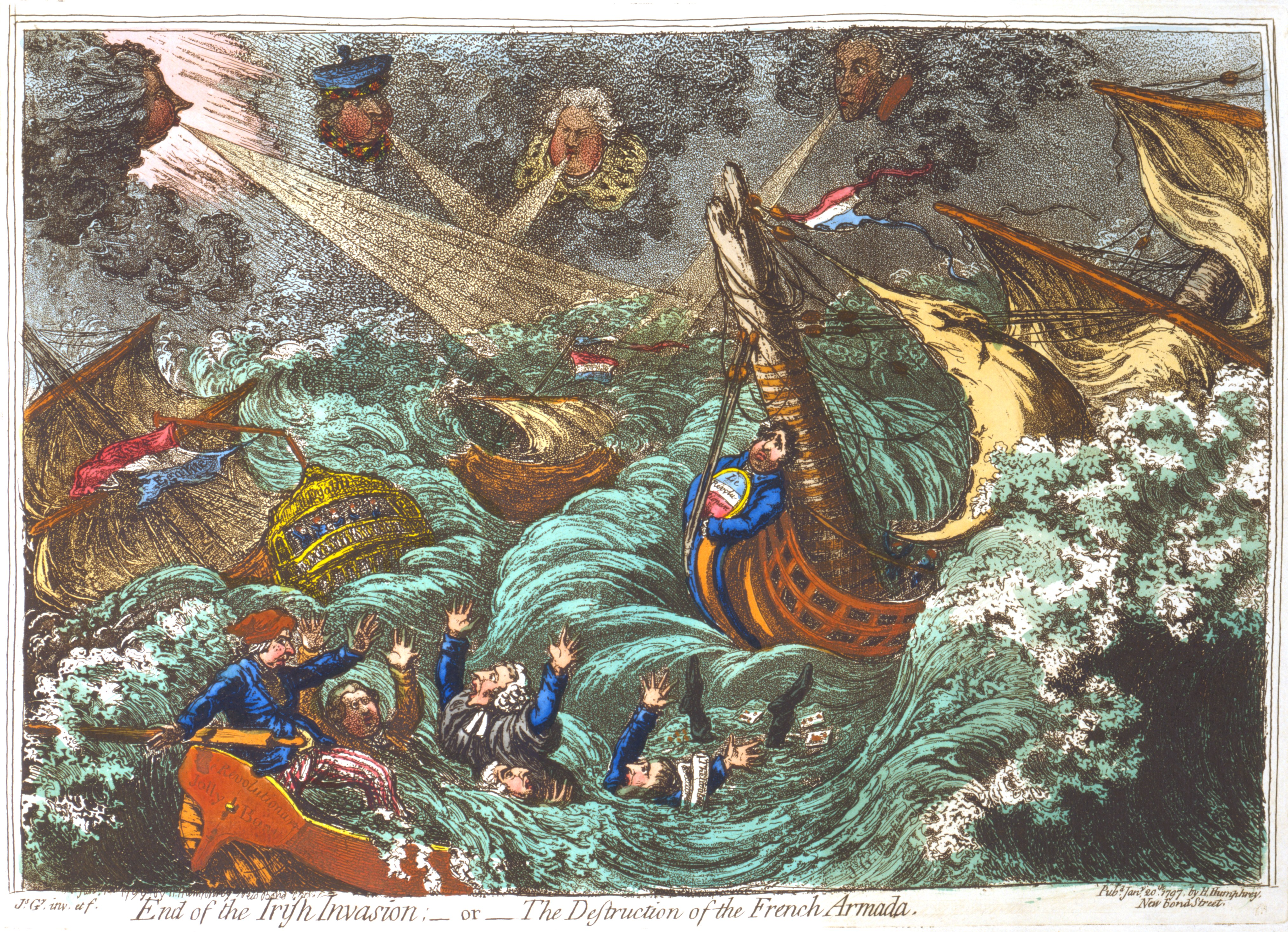
16 décembre : échec de l’expédition d’Irlande). Caricature de James Gillray publiée le 20 janvier 1797.

- 4 décembre (23 novembre[1]) : rappel de l’armée envoyée en Perse par Catherine II[2].

- 7 décembre : le fédéraliste John Adams bat Thomas Jefferson à l'Élection présidentielle américaine de 1796. Il est élu deuxième président des États-Unis par le collège électoral des États-Unis ; Jefferson, antifédéraliste, est élu vice-président[3].

- 8 décembre, Empire russe (27 novembre[1]) : décret autorisant le recours en justice « des personnes revendiquant leur liberté »[2].

- 10 décembre, Empire russe (29 novembre[1]) : publication de trois nouveaux règlements militaires copiés sur les règlements prussiens[2].

- 15 décembre, Empire russe (4 décembre [1]) : création d’un ministère du Trésor[2].

- 15 - 30 décembre : expédition d'Irlande[4]. Début d'une révolte en Irlande, soutenue par la France (fin en 1798). La France renonce au débarquement en Irlande et Hoche remplace Jourdan au commandement de l’armée de Sambre-et-Meuse.

- 21 décembre, Empire russe (10 décembre[1]) : l’impôt en nature est remplacé, selon le vœu des paysans, par une redevance en argent[2].

- 26 décembre : exil de la princesse Ekaterina Romanovna Dachkova[5].

## Naissances
- 2 décembre :
  - Antoine François Boutron Charlard (mort en 1879), pharmacien et chimiste français.
  - Ödön Beöthy, politique hongrois († 7 décembre 1864).
- 6 décembre : Joseph Koechlin-Schlumberger (mort en 1863), industriel et homme politique français.
- 23 décembre : Victor Heltman, militant polonais de l'indépendance († 16 juillet 1874)
- 29 décembre : Johann Christian Poggendorff (mort en 1877), physicien allemand.

## Décès
- 11 décembre : Johann Daniel Titius (né en 1729), astronome allemand.
- 23 décembre : Joseph Melling, peintre d'origine lorraine (° 27 décembre 1724).